# Dobiegniew
Pour les articles homonymes, voir Dobiegniew.
Dobiegniew (prononciation : [ˈɔɕnɔ luˈbuskʲɛ]) est une ville dans le powiat de Strzelce-Drezdenko située dans la voïvodie de Lubusz dans la partie occidentale de la Pologne.
Elle est le siège administratif (chef-lieu) de la gmina de Dobiegniew.
En 2010, la ville comptait approximativement une population de 3 169 habitants pour une superficie de 5,69 km2.

## Histoire
Etablie au XIIe siècle, Dobiegniew obtient le statut de ville en 1298.
En 1793, la ville est annexée par le Royaume de Prusse sous le nom de Woldenberg. Jusqu'en 1945, Woldenberg-en-Nouvelle-Marche fait partie de l'arrondissement de Friedeberg-en-Nouvelle-Marche dans le district de Francfort au sein de la province de Brandebourg.
Après la Seconde Guerre mondiale, avec la mise en œuvre de la ligne Oder-Neisse, la ville intègre la République populaire de Pologne (voir Évolution territoriale de la Pologne).
De 1975 à 1998, la ville appartenait administrativement à la voïvodie de Gorzów.
Depuis 1999, elle appartient administrativement à la voïvodie de Lubusz